# Drskovče
Drskovče este o localitate din comuna Pivka, Slovenia, cu o populație de 94 de locuitori.